# Luis Roberto Guzmán
Ne doit pas être confondu avec Luis Guzmán (acteur).
Luis Roberto Guzmán est un acteur et chanteur portoricain né le 9 avril 1973 à San Juan.

## Biographie
Né à Porto Rico, il s'est installé au Mexique où il a fait toute sa carrière dans la télévision. 
En 2004, il travaille comme présentateur de l'émission télévisée Hoy.
En 2006, il participe à une émission de téléréalité, Bailando por un sueño. Il apparaît dans deux clips musicaux du chanteur Alejandro Fernández.
En 2007, il obtient le rôle principal de la telenovela El Pantera, avec Salvador Zerboni et Irán Castillo. Ce succès est confirmé avec son double rôle dans la telenovela Lo que la vida me robó sur la chaîne Mega, avec Angélique Boyer.

## Filmographie sélective

### Télévision
- 2001 : Amigas y rivales : Franco Montenegro
- 2002 : Entre el amor y el odio :  Gabriel Ortiz
- 2007 à 2008 : El Pantera : Gervasio Robles
- 2012 : Infames : Porfirio Cisneros
- 2013 à 2014 : Lo que la vida me robó : Commandante Jose Luis Olivares
- 2014 : La viuda negra : Ángel Escudero
- 2017 à 2018 : Ingobernable : Pete Vázquez
- 2018 : Narcos: Mexico : Alberto Sicilia Falcón
- 2020 : La mexicana y el güero : René Fajardo
- 2021 : Qui a tué Sara ? : Lorenzo Rossi
- 2022 : Cobra Kai : Héctor
- 2023 : La esperanza : Marco Rivas

## Récompenses
- Premios TVyNovelas 2015 : prix du meilleur acteur co-vedette dans Lo que la vida me robó